# توشییوکی کوسوگی
توشییوکی کوسوگی (انگلیسی: Toshiyuki Kosugi؛ زادهٔ ۲۰ ژوئن ۱۹۶۸) بازیکن فوتبال اهل ژاپن است.
از باشگاه‌هایی که در آن بازی کرده‌است می‌توان به باشگاه فوتبال ناگویا گرامپوس اشاره کرد.